# Pembroke (Trinidad y Tobago)
Pembroke es una localidad de Trinidad y Tobago, que forma parte de la parroquia de St. Mary.

## Geografía
La localidad abarca parte de la isla de Tobago y limita al norte con Castara (localidad perteneciente a la parroquia de St. David) y Parlatuvier (localidad perteneciente a la parroquia de St. John), al sur con el océano Atlántico, al este con Glamorgan y al oeste con Goodwood.

## Demografía
Datos demográficos de la localidad de Pembroke:
| Gráfica de evolución demográfica de Pembroke entre 2000 y 2011 |
|                                                                |